# Frontalera

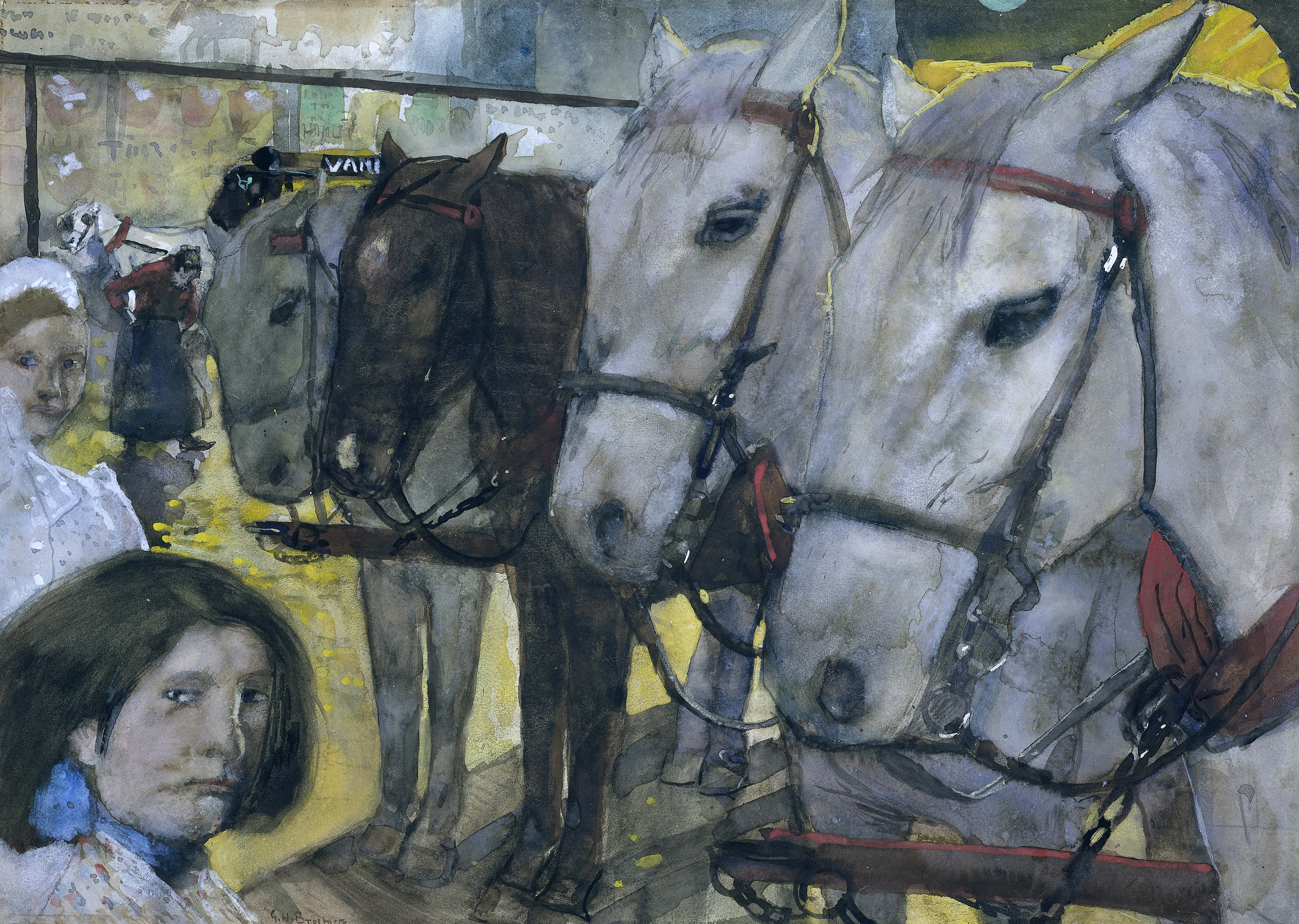
Caballos con frontalera. Tram Horses on Dam Square in Amsterdam, pintura de George Hendrik Breitner.

En hipología, se conoce con el nombre de frontalera a la correa o cuerda de la cabezada y de la brida del caballo que le ciñe la frente y sujeta las carrilleras. Está cosida a los cuatro extremos de la testera de la cabezada de la brida. Pasa de uno al otro lado del propio testero, cruzando la parte superior de la frente del équido.
Esta pieza, que carece de hebillas, se usa para que no se vaya hacia atrás el testero de la cabezada de la brida. Suele estar provista de adornos en los purasangres y troncos de caballos. A veces, la correa de la que se componen está totalmente desprovista de adornos, y otras está cubierta de anteojeras más o menos juntas.
Figuran las frontaleras formando parte esencial de los arneses de la mayor parte de las estatuas ecuestres.
También se denominaban antiguamente con este nombre la testera del caballo, pieza de la armadura destinada a protegerlo en los combates. Jenofonte la consideraba indispensable para el caballo de guerra y tan necesaria como el pretal.
En el Poblado ibero del Solaig, en el término municipal de Bechí (Castellón) se hallaron unos fragmentos cerámicos de jinetes, cuyos caballos, representados de perfil, lucen frontaleras y llevan bozales.

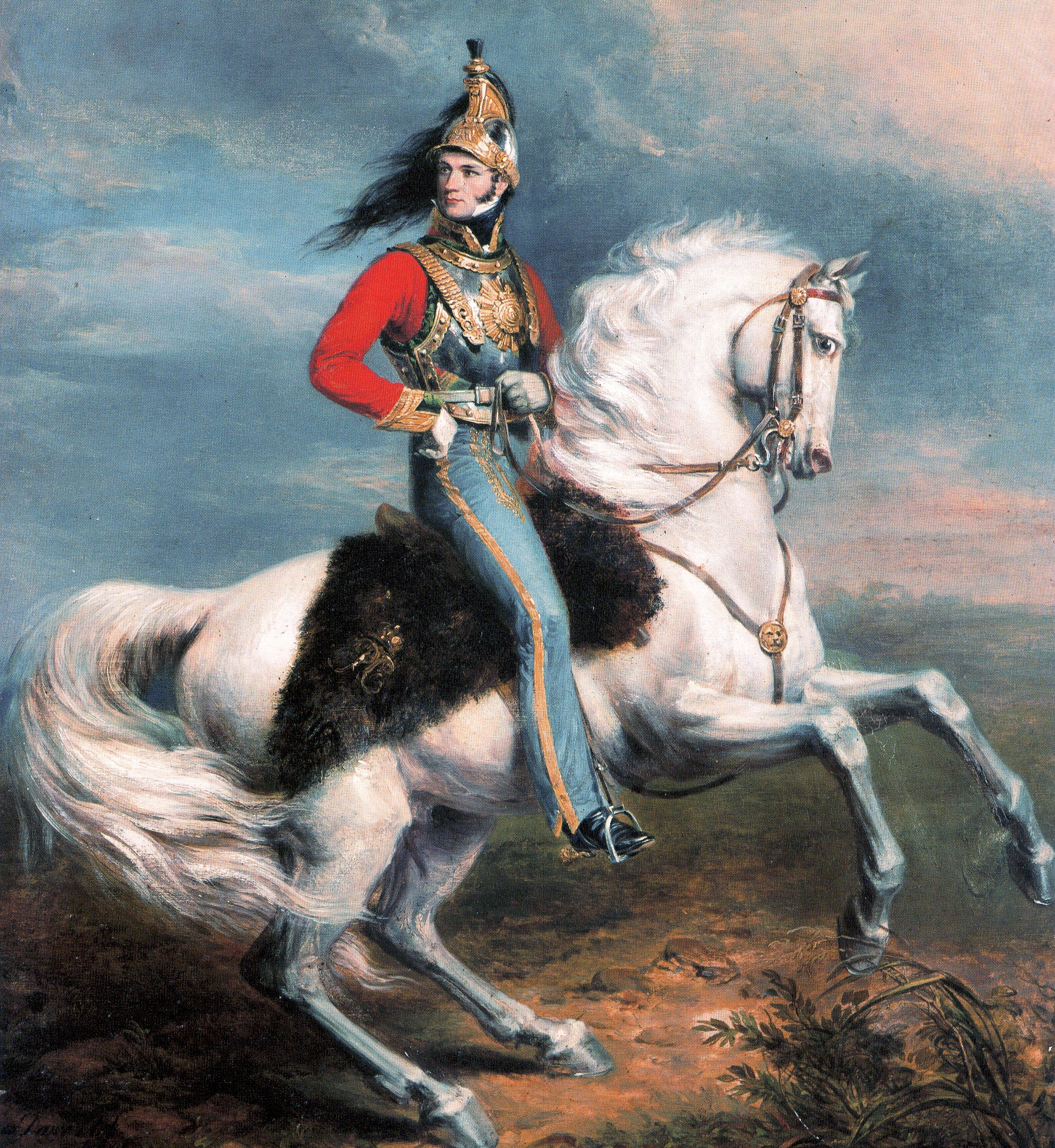
Retrato ecuestre de Leopoldo I de Bélgica (1790-1865). Cabezada de brida completa en la cabeza del caballo: testera, frontalera, muserola, carrilleras y portamozo. Representadas también las riendas y el pretal.